# 红冠蕉鹃
红冠蕉鹃（学名：Tauraco erythrolophus），是蕉鹃目蕉鹃科的一种鸟类。
红冠蕉鹃体重约261.24克，翼长约170毫米，嘴峰长约26毫米，喙宽度约8.3毫米，喙厚度约13.3毫米，跗蹠长约38.8毫米，尾长约196.3毫米。红冠蕉鹃在其分布区内为留鸟，为草食性动物，主要食物来源是水果。
红冠蕉鹃分布于在安哥拉西部的林地和稀树草原上。该物种是单型物种，没有亚种分化。